# Tavropos
Der Tavropos (griechisch Ταυρώπος; alternative Bezeichnung Megdovas, Μέγδοβας oder Megdova, Μέγδοβα) ist ein je nach Literaturquelle 60 bis 78 km langer Fluss in den Regionalbezirken Karditsa (Region Thessalien) und Evrytania (Region Mittelgriechenland) in Griechenland. Er fließt aus seinem durch den Plastiras-Stausee umgestalteten Quellgebiet in den nordöstlichen Agrafa-Bergen nach Süden zum Acheloos, welcher zum Kremasta-See aufgestaut wurde.
Der Tavropos vor Aufstau des Plastiras-See speiste sich aus den Quellflüssen Kerasiotiko (mündet in die nordwestliche Ecke des Plastiras-Sees), Megalo (mündet in die Westküste des Plastiras-See bei Kalivia Pezoulas) und Karditsiotis, welche an der südwestlichen Ecke des Plastiras-Sees knapp nördlich der Staumauer in diesen einmündet (bei Belokomti). Die Längsachse des Plastiras-Sees entspricht dabei dem Verlauf des Tavropos von Norden nach Süden.
Der Tavropos nach Aufstau des Plastiras-Sees beginnt bei der Staumauer des Sees südöstlich von Kedros und westlich von Moucha. Das sich nach Süden orientierende Tal zwischen den Bergen Petalouda (1.770 m) im Westen und Pyrgouli (1.246 m) im Osten führt den Tavropos zu seinem ersten Zufluss nach dem Plastiras-See aus dem Westen, dem Ozoula. Dieser mündet beim Agios Georgios Kloster in den Tavropos und verbreitert das Tal zu einer für die gebirgigen Verhältnisse des Agrafa-Gebirges zu einer großen Ebene (Megas Kambos). Der Tavropos verschwenkt leicht nach Süd-Südost und erreicht die an seinem westlichen Ufer liegende Ortschaft Anthiro. Auf Höhe der Ortschaft erhält der Tavropos einen kleinen Zufluss aus dem Osten. Etwas weiter südlich trifft bei der Ortschaft Agia Agathi und nordöstlich von Karoplesi der Nebenfluss Aspro auf den Tavropos. Dieser setzt seinen Verlauf unverändert nach Südsüdosten zwischen den Bergen Valaora (1.300 m) im Osten und Papadimitri (1.930 m) und Voidolivado (1.540 m) im Westen fort. Zwischen dem Dorf Koukaika am linken und der größeren Ortschaft Neraida am rechten Flussufer mündet vom Osten her kommend der Nebenfluss Mouchthouri ein, der seinerseits einen Zufluss aus dem Fluss Sarandaporos weiter östlich erhält. Zwischen dem Voidolivado-Berg im Nordwesten und dem Martsa-Berg (1.687 m) im Osten schwenkt der Tavropos nach Einmündung des Mouchthouri nach Südsüdwest und trifft genau westlich des Martsa-Gipfels und genau südlich des Voidolivado auf den Lesioti-Fluss, welcher von Westen kommend in den Tavropos einmündet.
Der Lesioti markiert in seinem Verlauf die Grenze zwischen den Regionen Thessalien und Mittelgriechenland. Somit überschreitet der Tavropos in seinem Verlauf diese Grenze und fließt von dieser Position an in südlicher Richtung in den Regionalbezirk Evrytania. Östlich des Berges Xerovouni (1.334 m) mündet der Mega aus den Ortschaften Mesochori und Platanos kommend in den Tavropos ein. Dieser ändert daraufhin wieder etwas seine Richtung und fließt mit zunehmenden Mäandern im westlich geführten Bogen um die Bergkette mit den Gipfeln Lelouli (1.344 m), Spanos (1.411 m), Kombolos (1.440 m) und dem nach Westen vorragenden Gipfel Afti (971 m) herum. Westlich des Tavropos auf Höhe des Afti-Gipfels findet sich die Ortschaft Mavromata, welche zwischen dem Profitis Ilias (1.302 m) und dem Kopsi (1.939 m) in einem Talkessel amphitheatrisch liegt.
Südwestlich des Profitis Ilias und nordwestlich der Ortschaft Domiani fließt aus südöstlicher Richtung kommend der Fluss Agiotriadiko in den Tavropos. Der Agiotriadiko bildet die nordöstliche Begrenzung des Tymfristos. Der Tavropos schwenkt nach dieser Einmündung abrupt nach Westen, führt südlich entlang des Profitis Ilias bis zur Ortschaft Dafni am westlichen Ufer und markiert damit die nordwestliche Begrenzung des Tymfristos. Bei Dafni verschwenkt der Tavropos erneut nach Südwesten und erhält kurz vor der Ortschaft Viniani von Ostsüdost aus der Ortschaft Stenoma her kommend den Zufluss Stenomatiotiko, welcher an der Westflanke des Tymfristos entspringt. Nach Passage von Viniani und Nea Viniani auf der westlichen Uferseite des Flusses mit dem Tymfristos-Massiv auf der östlichen Uferseite wird der Tavropos von der Nationalstraße 38 (Karpenisi-Agrinio) mittels einer Brücke gekreuzt. In Höhe der Ortschaft Dytiko Paparousi weitet sich der Tavropos zum östlichsten Ausläufer des Kremasta-Sees. Der Übergang zwischen Tavropos und Kremasta-See hängt stark vom Wasserspiegel des Sees ab und kann sich folgerichtig um wenige Kilometer nach Nordosten (Hochwasser) bzw. Südwesten (Niedrigwasser) verschieben.